# Clanculus richeri
Clanculus richeri is een slakkensoort uit de familie van de Trochidae. De wetenschappelijke naam van de soort is voor het eerst geldig gepubliceerd in 2000 door Vilvens.